# Alfred Achermann
Alfred Achermann (Römerswil, 17 juli 1959) is een Zwitsers voormalig wielrenner.

## Carrière
Achermann reed zeven grote rondes waarvan hij er vijf uitreed. Hij nam ook nog deel aan een deel monumenten met als beste resultaat een 8e plaats in 1986 in de Ronde van Lombardije. Hij won in 1982 zilver op het wereldkampioenschap ploegentijdrit en zilver op de Olympische Spelen in 1984 ook in de ploegentijdrit.

## Overwinningen
1982
- WK ploegentijdrit

1984
- Ploegentijdrit: Olympische Spelen

1986
- Biel-Bienne

## Resultaten in de voornaamste wedstrijden
| Jaar | Ronde van Italië | Ronde van Frankrijk | Ronde van Spanje |
| ---- | ---------------- | ------------------- | ---------------- |
| 1985 | 126e             |                     |                  |
| 1986 |                  |                     |                  |
| 1987 |                  | 86e                 | opgave           |
| 1988 |                  | 125e                |                  |
| 1989 |                  | 80e                 |                  |
| 1990 |                  | opgave              |                  |
| 1991 |                  | 145e                |                  |

| Jaar | Milaan-San Remo | Ronde van Vlaanderen | Parijs-Roubaix | Luik-Bast.‑Luik | Ronde van Lombardije |  | WK op de weg |
| ---- | --------------- | -------------------- | -------------- | --------------- | -------------------- |  | ------------ |
| 1985 |                 |                      |                |                 |                      |  |              |
| 1986 | 48e             |                      |                |                 | 8e                   |  |              |
| 1987 |                 |                      |                |                 |                      |  |              |
| 1988 |                 | 83e                  |                |                 |                      |  |              |
| 1989 |                 |                      | 40e            | 113e            |                      |  |              |
| 1990 |                 |                      |                |                 |                      |  | opgave       |
| 1991 |                 |                      |                |                 |                      |  |              |

Wielerploegen van Alfred Achermann
Achermann ·
Bomans ·
Brasseur ·
Breu ·
Dauwe ·
Dernies · 
Diem ·
F. Dierickx ·
M. Dierickx ·
Ducrot ·
Goessens ·
Küttel ·
Pauwels · 
Robeet ·
Scharmin ·
Schönenberger ·
Van De Vel ·
A. van der Poel ·
J. van der Poel ·

Verbeeck ·
Wegmüller ·
Wijnands
Achermann ·
Bomans ·
Brasseur ·
Breu ·
Dauwe ·
Dernies · 
Diem ·
Dierickx ·
Goessens ·
Küttel ·
Lapage ·
Pauwels · 
Robeet ·
Steinmann ·
Van De Vel (tot 28/02) ·
A. van der Poel ·
J. van der Poel ·
Wegmüller ·
Farazijn (stagiair) ·
Nelissen (stagiair)
Achermann ·
Bellati ·
Bomans ·
Dernies · 
Dierickx ·
Farazijn ·
Goessens ·
Järmann ·
Joho ·
Lapage ·
Nelissen · 
Steinmann ·
Stutz ·
Verdonck ·
Wegmüller ·
Willems